# Ginástica na Universíada de Verão de 1973
A ginástica na Universíada de Verão de 1973 teve suas disputas realizadas na cidade de Moscou, na Rússia, contando com o quadro completo das provas masculinas e femininas da ginástica artística. 

## Eventos
Ginástica artística
- Individual geral masculino
- Equipes masculino
- Solo masculino
- Barra fixa
- Barras paralelas
- Cavalo com alças
- Argolas
- Salto sobre a mesa masculino
- Individual geral feminino
- Equipes feminino
- Trave
- Solo feminino
- Barras assimétricas
- Salto sobre a mesa feminino

## Medalhistas
Ginástica artística
| Evento              | Ouro                                        | Prata                  | Bronze                 |
| ------------------- | ------------------------------------------- | ---------------------- | ---------------------- |
| Masculino           |                                             |                        |                        |
| Equipes             | URS                                         | JPN                    | ROU                    |
| Individual geral    | URS Nikolai Andrianov                       | URS Vladimir Shchukine | URS Vladimir Safronov  |
| Solo                | URS Nikolai Andrianov                       | JPN Hiroji Kajiyama    | URS Vladimir Safronov  |
| Cavalo com alças    | URS Nikolai Andrianov                       | JPN Hiroji Kajiyama    | URS Vladimir Shchukine |
| Argolas             | ROU Danuţ Grecu                             | URS Nikolai Andrianov  | URS Vladimir Safronov  |
| Salto sobre a mesa  | CUB Jorge Cuervo                            | URS Nikolai Andrianov  | URS Vladimir Safronov  |
| Barras paralelas    | GDR Eberhard Gienger URS Vladimir Shchukine | nenhum                 | URS Vladimir Safronov  |
| Barra fixa          | URS Vladimir Shchukine                      | JPN Toshiomi Nishikii  | URS Vladimir Safronov  |
| Feminino            |                                             |                        |                        |
| Equipes             | URS                                         | JPN                    | HUN                    |
| Individual geral    | URS Olga Korbut                             | URS Lyubov Burda       | URS Elvira Saadi       |
| Salto sobre a mesa  | URS Lyubov Bogdanova                        | URS Elvira Saadi       | URS Olga Korbut        |
| Barras assimétricas | URS Olga Korbut                             | HUN Erzsébet Bellak    | URS Lyubov Burda       |
| Trave               | URS Olga Korbut                             | URS Elvira Saadi       | URS Lyubov Burda       |
| Solo                | URS Olga Korbut                             | URS Elvira Saadi       | URS Lyubov Burda       |

## Quadro de medalhas
| Ordem | País                  | Medalha de ouro | Medalha de prata | Medalha de bronze |    |
| ----- | --------------------- | --------------- | ---------------- | ----------------- | -- |
| 1     | URS União Soviética   | 12              | 7                | 12                | 31 |
| 2     | ROU Romênia           | 1               |                  | 1                 | 2  |
| 3     | CUB Cuba              | 1               |                  | 1                 | 2  |
| 3     | GDR Alemanha Oriental | 1               |                  | 1                 | 2  |
| 5     | JPN Japão             |                 | 5                |                   | 5  |
| 6     | HUN Hungria           |                 | 1                | 1                 | 2  |
| TOTAL | TOTAL                 | 15              | 13               | 16                | 44 |